# Langenselbolder Dreieck
Das Langenselbolder Dreieck ist ein Autobahndreieck bei Langenselbold im Rhein-Main-Gebiet in Hessen. Hier mündet die Bundesautobahn 66 (Wiesbaden–Frankfurt am Main–Fulda) in die Bundesautobahn 45 (Dortmund – Gießen – Aschaffenburg) ein. In das Autobahndreieck integriert sind auch Fahrbahnen zur Kreisstraße 854.

## Geographie
Das Dreieck liegt auf dem Gemeindegebiet von Langenselbold. Die umliegenden Städte und Gemeinden sind Rückingen, Niederrodenbach und Langendiebach. Es befindet sich südwestlich der Langenselbolder Innenstadt und nördlich von Niederrodenbach sowie östlich von Langendiebach.
Das Autobahndreieck trägt auf der A 45 die Nummer 42 und auf der A 66 die Nummer 39.

## Ausbauzustand und Bauform
Die A 45 ist in diesem Bereich, genau wie die A 66 vierstreifig ausgebaut. Am Langenselbolder Dreieck tritt eine in Deutschland eher seltene Parallelführung zweier Autobahnen auf. Die A 66 und A 45 bilden am Langenselbolder Dreieck eine gemeinsame, achtstreifige Autobahn, bis diese dann wieder am ca. 2,75 Kilometer entfernten Hanauer Kreuz entflochten werden.
Die Bauform entspricht einem Kleeblatt mit Tangentenlösung(en).

## Verkehrsaufkommen
| Von                          | Nach                      | Durchschnittliche tägliche Verkehrsstärke | Durchschnittliche tägliche Verkehrsstärke | Durchschnittliche tägliche Verkehrsstärke | Anteil Schwerlastverkehr | Anteil Schwerlastverkehr | Anteil Schwerlastverkehr |
| Von                          | Nach                      | 2005                                      | 2010                                      | 2015                                      | 2005                     | 2010                     | 2015                     |
| ---------------------------- | ------------------------- | ----------------------------------------- | ----------------------------------------- | ----------------------------------------- | ------------------------ | ------------------------ | ------------------------ |
| AS Langenselbold-West (A 45) | Langenselbolder Dreieck   | 40.400                                    | 44.600                                    | 49.300                                    | 13,5 %                   | 12,3 %                   | 12,3 %                   |
| Langenselbolder Dreieck      | Hanauer Kreuz (A 45/A 66) | 91.800                                    | 89.400                                    | 97.500                                    | 09,5 %                   | 10,6 %                   | 09,5 %                   |
| Langenselbolder Dreieck      | AS Langenselbold (A 66)   | 70.000                                    | 65.500                                    | 76.900                                    | 08,9 %                   | 08,6 %                   | 06,9 %                   |